# 안디어
안디어(Andi, 안디어: къӀаваннаб мицӀцӀи)는 북동캅카스어족 아바르안디어파에 속한 안디어군 언어 중 하나로, 다게스탄 남부의 보틀리흐 지역에 사는 약 5,800명의 안디인들이 구사한다. 43개의 자음과 5개의 모음이 있다. 키릴 문자로 표기될 수 있으나 쓰이는 경우가 드물며, 안디인들은 아바르어나 러시아어를 문어로 많이 사용한다.

## 같이 보기
- 안디어군